# Jeantaud, Linet et Lainé
Jeantaud, Linet et Lainé è un dipinto a olio su tela (38x46 cm) realizzato nel 1871 dal pittore francese Edgar Degas.
È conservato nel Museo d'Orsay di Parigi.
Il dipinto ritrae tre uomini seduti all'interno di un caffè, in un momento di chiaro relax: i tre erano stati commilitoni dell'artista durante l'assedio di Parigi nel 1870.